# Разлог (община)
Община Разлог се намира в Югозападна България и е една от съставните общини на област Благоевград.

## География

### Географско положение, граници, големина
Общината заема част от северната половина на област Благоевград и с площта си от 506,47 km2 заема 5-о място сред 14-те общини на областта, което представлява 7,85% от площта на областта. Границите на общината са следните:
- на северозапад – община Благоевград;
- на север и изток – община Белица;
- на юг – община Банско;
- на югозапад – община Кресна;
- на запад – община Симитли.

### Релеф, води, туристически забележителности
Релефът на общината е твърде разнообразен, но преобладава предимно планинския. Северните и северозападните ѝ части се заемат югоизточните склонове на югозападния дял на Рила с най-висока точка 2485 m. Югозападните части обхващат част от североизточните склонове на Северен Пирин, като тук се издига първенеца на общината – връх Баюви дупки 2821 m. Цялата южна част се заема от северната половина на Разложката котловина, като тук в коритото на река Места се намира най-ниската точка на общината – 692 m н.в. Източната част на общината, разположена на изток от долината на река Места (землището на село Елешница) попада в обсега на западнородопския рид Дъбраш, като тук най-високата точка е връх Каракая 1635 m.
В най-тясната, източната част на общината, от север на юг преминава около 15 km от течението на река Места, в която се вливат реките Изток отдясно и Златарица отляво. Водосборния басейн на река Изток обхваща почти 2/3 от цялата територия на общината – западната и средната част.
В община Разлог има и две находища на минерални води с национално значение – в селата Баня и Елешница.
Най-северните части на общината попадат в Националния парк Рила, като тук са разположени хижа „Добърско“, курортната база „Равните мочури“ и природните забележителности Самодивска скала и Хайдушка скала.
Най-югозападните части на общината попадат в Националния парк Пирин, като тук е разположени хижа „Яворов“.
В най-западната част, на границата с община Симитли, се намира седловината Предела, където също е изградено курортно селище и почивни станции. Седловината е изходен пункт за туристическите маршрути – на юг за Пирин и на север за Рила.

### Населени места
Общината се състои от 8 населени места. Списък на населените места, подредени по азбучен ред, население и площ на землищата им:
| Населено място | Пребр. на населението през 2021 г. | Площ на землището (km²) | Забележка (старо име) | Населено място | Пребр. на населението през 2021 г. | Площ на землището (km²) | Забележка (старо име)               |
| Баня           | 2734                               | 36.537                  |                       | Добърско       | 534                                | 43,303                  |                                     |
| Бачево         | 1466                               | 66,218                  |                       | Долно Драглище | 591                                | 13,586                  | Долно Драглища                      |
| Годлево        | 428                                | 28,718                  |                       | Елешница       | 1158                               | 66,156                  |                                     |
| Горно Драглище | 789                                | 30,838                  | Горно Драглища        | Разлог         | 11 210                             | 221,114                 | Мехомия, 8-о по големина з-ще в Б-я |

## Административно-териториални промени
- Указ № 86/обн. 26.03.1925 г. – преименува гр. Мехомия на гр. Разлог;
- Указ № 960/обн. 4 януари 1966 – осъвременява името на с. Горно Драглища на с. Горно Драглище;

– осъвременява името на с. Долно Драглища на с. Долно Драглище;
- Указ № 480/обн. ДВ бр.108/19.12.2000 г. – отделя с. Елешница и неговото землище от община Белица и го присъединява към община Разлог;

## Население

### Етнически състав
Преброяване на населението през 2011 г.
Численост и дял на етническите групи според преброяването на населението през 2011 г., по населени места (подредени по численост на населението):
| Населено място | Численост | Численост | Численост | Численост | Численост | Численост           | Численост     | Населено място | Дял (в %) | Дял (в %) | Дял (в %) | Дял (в %) | Дял (в %)           | Дял (в %)     |
| Населено място | Общо      | Българи   | Турци     | Цигани    | Други     | Не се самоопределят | Не отговорили | Населено място | Българи   | Турци     | Цигани    | Други     | Не се самоопределят | Не отговорили |
| Общо           | 20 598    | 18 694    | 21        | 834       | 64        | 95                  | 890           | 100.00         | 90.75     | 0.10      | 4.04      | 0.31      | 0.46                | 4.32          |
| -------------- | --------- | --------- | --------- | --------- | --------- | ------------------- | ------------- | -------------- | --------- | --------- | --------- | --------- | ------------------- | ------------- |
| Разлог         | 11 960    | 10 764    | 5         | 488       | 39        | 64                  | 600           | Разлог         | 90.00     | 0.04      | 4.08      | 0.32      | 0.53                | 5.01          |
| Баня           | 2857      | 2459      | 14        | 284       | 9         | 12                  | 79            | Баня           | 86.06     | 0.49      | 9.94      | 0.31      | 0.42                | 2.76          |
| Бачево         | 1617      | 1497      |           | 0         |           | 8                   | 109           | Бачево         | 92.57     |           | 0.00      |           | 0.49                | 6.74          |
| Елешница       | 1424      | 1356      | 0         | 12        | 8         | 3                   | 45            | Елешница       | 95.22     | 0.00      | 0.84      | 0.56      | 0.21                | 3.16          |
| Горно Драглище | 944       | 920       | 0         |           |           |                     | 22            | Горно Драглище | 97.45     | 0.00      |           |           |                     | 2.33          |
| Добърско       | 650       | 642       |           |           |           |                     | 7             | Добърско       | 98.76     |           |           |           |                     | 1.07          |
| Долно Драглище | 643       | 562       | 0         | 48        | 5         | 7                   | 21            | Долно Драглище | 87.40     | 0.00      | 7.46      | 0.77      | 1.08                | 3.26          |
| Годлево        | 503       | 494       |           |           |           |                     | 7             | Годлево        | 98.21     |           |           |           |                     | 1.39          |

### Вероизповедания
Численост и дял на населението по вероизповедание според преброяването на населението през 2011 г.:
|                     | Численост | Дял (в %) |
| Общо                | 20 598    | 100.00    |
| Православие         | 14 954    | 72.59     |
| Католицизъм         | 48        | 0.23      |
| Протестантство      | 271       | 1.31      |
| Ислям               | 47        | 0.22      |
| Друго               | 32        | 0.15      |
| Нямат               | 341       | 1.65      |
| Не се самоопределят | 873       | 4.23      |
| Непоказано          | 4032      | 19.57     |

## Политика

### Общински съвет
Състав на общинския съвет, избиран на местните избори през годините:
| Партия или сдружение | 2003    | 2007    | 2011 | 2015    |
| Избирателна активност по време на изборите | 54,50 % | 69,51 % |      | 69,38 % |
| Общ брой места | 21      | 21      | 21   | 21      |
| --- | ------- | ------- | ---- | ------- |
| ГЕРБ |         | 2       | 10   | 10      |
| Реформаторски блок |         |         |      | 4       |
| Коалиция „Разлог 2020“ |         |         |      | 3       |
| Кауза Разлог |         |         |      | 2       |
| Коалиция „БСП и Нова Зора“ (Българска социалистическа партия, Нова зора) |         |         |      | 2       |
| Ред, законност и справедливост |         |         | 3    |         |
| Коалиция „Патриотичен съюз за община Разлог“ (Съюз на демократичните сили, Демократи за силна България, ВМРО – Българско национално движение, Съюз на свободните демократи) | 8       | 6       | 3    |         |
| Коалиция „Разум“ (Българска социалдемократическа партия, Земеделски народен съюз)                                                                                           |         | 3       | 3    |         |
| Коалиция „БСП и Социалдемократи“ (Българска социалистическа партия, Политическо движение „Социалдемократи“)                                                                 | 7       | 3       |      |         |
| Коалиция „Граждански блок“ (Земеделски съюз „Александър Стамболийски“, Зелена партия)                                                                                       |         | 3       |      |         |
| Коалиция „Нашият избор“ (Национално движение „Симеон Втори“, Български демократичен съюз „Радикали“)                                                                        |         | 2       |      |         |
| Български земеделски народен съюз - Народен съюз |         | 1       |      |         |
| Евророма | 2       | 1       |      |         |
| Национално движение „Симеон Втори“ | 2       |         |      |         |
| Зелена партия | 1       |         |      |         |
| Българска социалдемокрация | 1       |         |      |         |

### Награди за община Разлог
- Победител в категория „Подкрепа за БГ производители – фермерски пазари в града“, раздел „средни общини“, в онлайн конкурса „Кмет на годината, 2017“. Приз за кмета Красимир Герчев за насърчаване регионалните земеделски производители и организирането на фермерски пазари, на които да излагат стоките си.

## Транспорт
От изток на запад, а след град Разлог – на юг преминава участък от 13,6 km от трасето на теснолинейната жп линия Септември – Добринище (от km 102,2 до km 115,8).
През общината преминават частично 4 пътя от Републиканската пътна мрежа на България с обща дължина от 36,4 km:
- участък от 15,4 km от Републикански път II-19 (от km 22 до km 37,4);
- последния участък от 9,4 km от Републикански път II-84 (от km 93,4 до km 104,8);
- последния участък от 2,7 km от Републикански път III-1901 (от km 2,3 до km 6,0);
- последния участък от 8,9 km от Републикански път III-1903 (от km 1,5 до km 8,9).

## Топографски карти
- Лист от карта K-34-71. Мащаб: 1 : 100 000.
- Лист от карта K-34-72. Мащаб: 1 : 100 000.
- Лист от карта K-34-83. Мащаб: 1 : 100 000.
- Лист от карта K-34-84. Мащаб: 1 : 100 000.